# Шутов, Александр Валентинович
Александр Валентинович Шутов (укр. Олександр Валентинович Шутов; род. 12 июня 1975, Балаклава, Севастополь) — украинский футболист, полузащитник. Выступал за молодёжную сборную Украины до 21 года.

## Биография
Воспитанник ДЮСШ Балаклава. Первый тренер — Н. А. Шуст. Окончил Луганский спортинтернат.
Первым профессиональный клуб был «Чайка» (Севастополь), позже играл за «Таврию» и «Зарю».
В 1995 году перешёл в российский клуб «Ростсельмаш», а в 1996 по 1998 год играл за московский «ЦСКА», в сезоне 1997/98 был отдан в аренду одесскому «Черноморецу». Позже играл за любительский «Горняк» из Балаклавы.
В 1999 году вместе с Андреем Николаевым перешёл на правах аренды в «Черноморец» Новороссийск, потом выступал за «Славию» Мозырь, «Амкар», «Томь». В 2006 году перешёл в «Таврию» на правах аренды.
В январе 2010 года подписал годичный контракт с ПФК «Севастополь».

## Достижения
- Лучший футболист Прикамья: 2002
- Третий Лучший футболист Пермского края: 2001